# Euselasia labdacus
Euselasia labdacus is een vlindersoort uit de familie van de prachtvlinders (Riodinidae), onderfamilie Euselasiinae.
Euselasia labdacus werd in 1780 beschreven door Caspar Stoll.